# Erreway
Erreway (или R-way, произн. Э́ррэ-вэ́й) — аргентинская поп-группа, созданная в процессе съёмок телесериала «Мятежный дух» (исп. Rebelde way). В неё вошли Луисана Лопилато, Камила Бордонаба, Бенхамин Рохас и Фелипе Коломбо, сыгравшие главные роли в сериале. Альбомы группы стали золотыми и платиновыми в Аргентине, Перу, Израиле. Также известна во многих других странах, где прошёл показ сериала «Rebelde way», в том числе, в России, Казахстане, Украине, Прибалтике.
Хоть в сериале и говорится, что группа играет рок, ничего общего с рок-музыкой она не имеет.  
В декабре 2004 года, вскоре после окончания съёмок полнометражного кинофильма «Четыре дороги» (исп. 4 caminos), с участием тех же персонажей, что и в телесериале, группа распалась. 
В июле 2006 года Фелипе Коломбо и Камила Бордонаба посетили Испанию, где в то время ещё показывали «Rebelde way». Встречи с кумирами собирали тысячи фанатов в каждом городе. В декабре 2006 года состоялся тур группы по городам Испании. Луисана Лопилато не принимала в нём участие.

## Музыканты группы
1. Laura Corazzina (бас).
2. Luis Burgio (барабанщик).
3. Gustavo Novello (клавиши).
4. Florencia Ciarlo (бэк-вокал).
5. Willie Lorenzo (гитара, бэк-вокал).

## Дискография
Всего за время своего существования группа выпустила 3 альбома: Señales (Знаки), Tiempo (Время) и Memoria (Память). Первые два альбома стали платиновыми, а альбом Memoria золотым.

### Señales
Первый диск вышел 29 июля 2002 года и стал настоящим успехом.
1. Sweet Baby
2. Bonita De Más
3. Pretty Boy
4. Aún Ahora
5. Resistiré
6. Inmortal
7. Amor De Engaño
8. Mi Vida
9. Vale La Pena
10. Será Porque Te Quiero
11. Perder Un Amigo
12. Rebelde Way

### Tiempo
Второй альбом увидел свет 15 апреля 2003 года.
1. Tiempo
2. Será De Dios
3. Para Cosas Buenas
4. Dije Adiós
5. Me Da Igual
6. Que Estés
7. No Estés Seguro
8. No Se Puede Más
9. Te Soñé
10. Invento
11. Vas A Salvarte
12. Vamos El Ruedo

### Memoria
Третий альбом вышел 1 июня 2004 года. По существу, он является саундтреком к фильму «Четыре дороги».
1. Memoria
2. Solo Sé
3. De Aquí De Allá
4. Asignatura Pendiente
5. No Hay Que Llorar
6. Dame
7. Bandera Blanca
8. Mañana Habrá
9. Vivo Como Vivo
10. Perdiendo Ganando
11. Que Se Siente

### El disco de Rebelde Way
Уже после распада группы, ввиду всё ещё большой популярности Erreway, 11 февраля 2006 года поступил в продажу четвёртый альбом группы. В него вошли 19 лучших песен и 11 видеоклипов.

### Erreway en concierto
В сентябре 2006 года в Испании вышел ещё один диск группы под названием Erreway en concierto, на котором записан концерт группы в Израиле в 2003 году, вошедший во второй сезон сериала «Мятежного духа».
1. Rebelde Way
2. Bonita De Más
3. Te Soñé
4. Perder Un Amigo
5. Te Deje
6. Vale La Pena
7. Sweet Baby
8. Aún Ahora
9. Pretty Boy
10. Inmortal
11. Mi Vida
12. Tiempo
13. No Soy Asi
14. Será Porque Te Quiero
15. Resistiré

## Песни не вошедшие в альбом
1. Dos Segundos
2. Donde Estas Princesa.
3. Loving dog.
4. Smart cat.

## Видеоклипы
1. Sweet Baby
2. Bonita de Más
3. Resistiré
4. Inmortal
5. Dos Segundos
6. Te Soñé
7. Amor de Engaño
8. Será Porque Te Quiero
9. Tiempo
10. Será de Dios
11. Para Cosas Buenas
12. Que Estés
13. Vas A Salvarte
14. Memoria

В конце 2006 года Erreway вернулась в другом составе (Луисана Лопилато окончательно покинула группу). В декабре 2006 года ребята дали концерты в нескольких городах Испании, в том числе и в Мадриде. Их выступления пользовались большим успехом. Летом, в июне 2007 года, группа участвовала в Sunny Happy Day в Валенсии (Испания). На сентябрь этого же года были назначены гастроли по Испании и выход нового диска «Vuelvo» («Возвращение»), но по неизвестным причинам всё намеченное было отменено и отложено на неопределённый срок. На данный момент (2017 г.) бывшие участники группы Erreway - Бенхамин Рохас и Фелипе Коломбо состоят в другой группе, под названием RoCo.